# Stefan Vinke
Stefan Vinke (* 1966 in Georgsmarienhütte) ist ein deutscher Opernsänger (Dramatischer Heldentenor).
Vinke studierte an der Hochschule für Musik und Tanz Köln Gesang und Kirchenmusik.
Es folgten erste Engagements im Badischen Staatstheater Karlsruhe und im Theater Mönchengladbach. Von 1999 bis 2005 hatte er ein Engagement als Jugendlicher Heldentenor am Nationaltheater Mannheim. In dieser Zeit gastierte er häufig am Saarländischen Staatstheater in Saarbrücken. Zu seinen Partien gehören Florestan, Lohengrin, Siegmund und Tristan. 2006 debütierte er als Siegfried an der Oper Köln. Es folgten Auftritte im Teatro La Fenice in Venedig, im Teatro Nacional de São Carlos in Lissabon, im Deutschen Nationaltheater Weimar und an der Deutschen Oper Berlin. sowie bei den Festspielen in Bayreuth. Er singt das gesamte dramatische Repertoire Richard Wagners. 2011 war er in Bayreuth in den Meistersingern von Nürnberg (von Stolzing) und Tristan und Isolde (Tristan) zu erleben. 2015, 2016 und 2017 kehrte er als Siegfried (Siegfried und Götterdämmerung) nach Bayreuth zurück. Im September 2016 sprang er als Lohengrin an der Wiener Staatsoper ein.
Neben der Präsenz auf der Opernbühne ist Stefan Vinke ein gefragter Konzertsänger, dessen Repertoire alle Epochen der Musikgeschichte umfasst. Seine Konzertreisen führen ihn durch ganz Europa, sowie nach Nord-, Mittel- und Südamerika, nach Asien und Israel. Mit seiner Ehefrau betreibt er ein Gesangsstudio in Hargesheim.

## Auszeichnungen
- Stipendiat der Richard-Wagner-Stipendienstiftung (1996)
- „Nachwuchssänger des Jahres“ in der Kritikerumfrage der Zeitschrift Opernwelt (2000)
- Förderpreis Kunst- und Kultur der Stadt Bad Kreuznach 2015[8][9]